# Walter Kremershof
Walter Kremershof (* 3. Dezember 1922 in Krefeld; † 17. September 1997 ebenda) war ein deutscher Eishockeyspieler.

## Karriere
Kremershof beantragte am 13. November 1941 die Aufnahme in die NSDAP und wurde rückwirkend zum 1. September desselben Jahres aufgenommen (Mitgliedsnummer 8.687.697). In der Saison 1950/51 gewann er mit dem KTSV Preussen Krefeld die deutsche Meisterschaft. Im entscheidenden Spiel am 2. März 1951 gegen den EV Füssen konnten die Preussen nach einem 0:2-Rückstand mit 3:2 als Sieger vom Eis gehen. Neben Kremershof waren unter anderem der Schwede Gösta Johansson und der Lette Ēriks Koņeckis Teil des Meisterteams.
Ein Jahr später nahm er mit der deutschen Nationalmannschaft an den Olympischen Winterspielen 1952 in der norwegischen Hauptstadt Oslo teil, wo er in 8 Spielen fünf Tore erzielte. Insgesamt absolvierte er 28 Spiele im Trikot der Nationalmannschaft.
Bis 1967 spielte Kremershof für die Preussen Krefeld, lediglich in der Spielzeit 1961/62 spielte der Krefelder beim EC Oberstdorf. Später wurde er in die Hall of Fame des deutschen Eishockeys aufgenommen.